# Unfallkrankenhaus Berlin

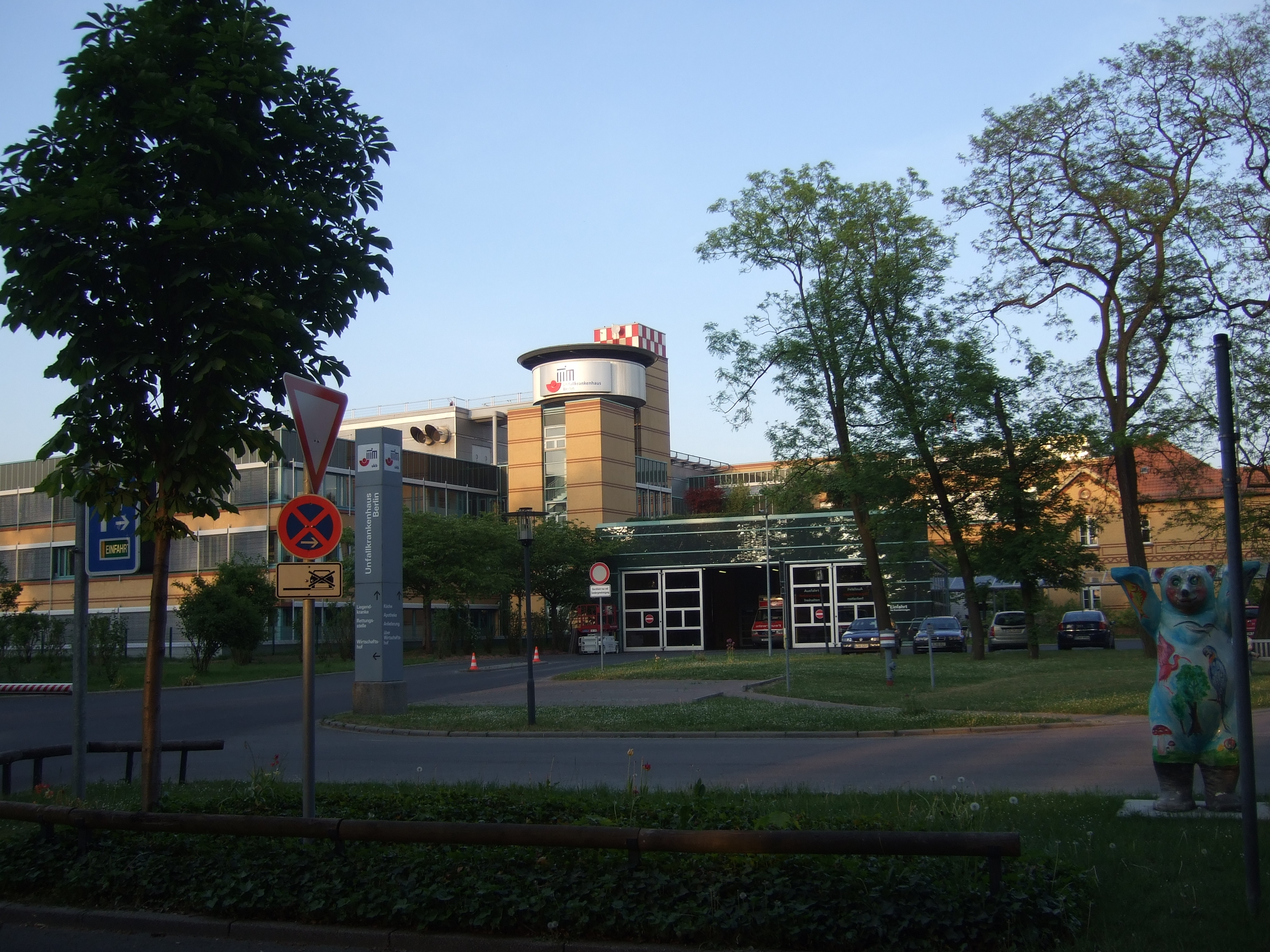
Hauptzufahrt

Das Unfallkrankenhaus Berlin (ukb) ist eine berufsgenossenschaftliche Unfallklinik im Berliner Ortsteil Biesdorf des Bezirks Marzahn-Hellersdorf, die 1997 gegründet wurde. Vorrangig dient es der Behandlung von Unfallverletzten und Notfallpatienten aus dem Raum Berlin-Brandenburg sowie von Schwerbrandverletzten aus ganz Deutschland. Das Haupthaus ist ein Neubau, aber die meisten historischen Gebäude des Wilhelm-Griesinger-Krankenhauses wurden dem ukb zugeschlagen. Somit geht die Geschichte bis zum Ende des 19. Jahrhunderts zurück.

## Bedeutung
Das Unfallkrankenhaus Berlin ist als Akademisches Lehrkrankenhaus der Charité-Universitätsmedizin Berlin an nationalen und internationalen Forschungsprojekten beteiligt und kooperiert eng mit der Universität Greifswald.
Die Klinik ist ein Schwerpunktkrankenhaus mit mehr als 600 Betten, 25 Fachbereichen und Abteilungen, 20 Stationen und einer Aufnahmestation sowie 15 Operationssälen. Die Behandlungszahlen pro Jahr stiegen von 2011 mit 87.000 auf rund 100.000 Patienten Ende 2016. Dabei sind rund ein Viertel stationäre Behandlungen, drei Viertel werden ambulant behandelt.
Bis Ende 2013 entstand am Blumberger Damm ein Klinikanbau für weitere drei Fachrichtungen des Unfallkrankenhauses (in der folgenden Übersicht mit (*) gekennzeichnet).
Zusätzlich übernahm die Klinikleitung die meisten früheren Gebäude des Wilhelm-Griesinger-Krankenhauses und nutzt diese für ihre Verwaltung. Gab es im Jahr 2015 auf dem Gelände noch zwei Häuser für Bereiche des Vivantes Klinikums, so werden bis zum Jahr 2018 alle Gebäude vom ukb genutzt.

## Medizinisches Spektrum

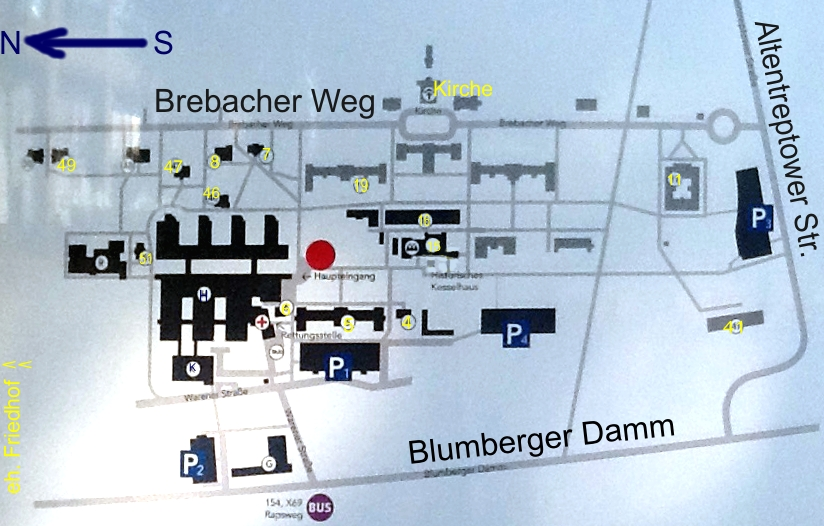
Situationsdarstellung im Herbst 2015. Die Ziffern bezeichnen die historischen Bauten auf dem Gelände. Der ukb-Hauptbau befindet sich auf der linken Seite und trägt die Buchstaben A, B, C, D, E, F, G, H und J.

- Klinik für Unfallchirurgie und Orthopädie
- Abteilung für Hand-, Replantations- und Mikrochirurgie
- Zentrum für Schwerbrandverletzte mit Plastischer Chirurgie
- Behandlungszentrum für Rückenmarkverletzte
- Klinik für Urologie und Neuro-Urologie
- Klinik für Allgemein- und Viszeralchirurgie
- Klinik für Neurochirurgie (*)
- Klinik für Mund-Kiefer-Gesichtschirurgie (*)
- Klinik für Hals-, Nasen und Ohrenheilkunde (*)
- Klinik für Innere Medizin/Kardiologie
- Klinik für Neurologie mit Stroke Unit (sowie einem Stroke-Einsatz-Mobil (STEMO)) und Frührehabilitation
- Klinik für Anästhesiologie, Intensiv- und Schmerztherapie
- Klinik für Integrative Rehabilitation
- Institut für Radiologie und Neuroradiologie
- Institut für Telemedizin
- Institut für Pathologie
- Institut für Laboratoriumsmedizin
- Neurovaskuläres Zentrum
- Kopf-Hals-Tumorzentrum
- Ambulantes Operationszentrum
- Abteilung für Psychotraumatologie
- Zentrum für Klinische Forschung
- Zentrum für Notfalltraining
- Zentrum für Sportmedizin
- Zentralapotheke

## Geschichte

### Vorgeschichte
Am 18. November 1893 wurde im Bereich Wuhletal die Anstalt für Epileptische Wuhlgarten bei Biesdorf eröffnet. Dies war eine außerhalb der Berliner Stadtgrenze angelegte Psychiatrische Klinik, die über einen Eisenbahnanschluss an die Ostbahn verfügte. Nach den Erkenntnissen des Arztes Wilhelm Griesinger sollten Geisteskranke vor allem durch Arbeitstherapie und Erholungsmöglichkeiten in großen Parks genesen können, die Vorschläge führten zur Einrichtung von Werkstätten, landwirtschaftlichen Nutzflächen, Tierunterkünften und einem autarken Versorgungssystem (Trink- und Abwasser, Energieversorgung, Heizung).
Nach der Erstbebauung erfolgten in mehreren Etappen Erweiterungsbauten. Gegen 1940 waren 44 Einzelgebäude einschließlich einer Krankenhauskirche vorhanden. Außerdem befand sich auf der Fläche ein Wohngebiet für die Angestellten der Klinik (Landhausring).
Das Wilhelm-Griesinger-Krankenhaus, 1968 so benannt, steht aufgrund seiner Architektur, der Einordnung der Gebäude in den Landschaftsraum Wuhletal sowie der großzügigen Gestaltung der Park- und Freianlagen seit 1989 unter Denkmalschutz. 1997 übernahm das Vivantes Klinikum Kaulsdorf das Wilhelm-Griesinger-Krankenhaus und gab zwischen 1997 und 2016 das Areal in Biesdorf schrittweise an das Unfallkrankenhaus Berlin ab.

### Seit 1997: ukb
Das Unfallkrankenhaus Berlin wurde am 3. September 1997 in gemeinsamer Trägerschaft des Landes Berlin und gewerblicher Berufsgenossenschaften eröffnet. Zum 1. Juli 2003 zog sich das Land Berlin aus der Trägerschaft zurück, so dass die gewerblichen Berufsgenossenschaften – zusammengefasst im gemeinnützigen Verein Unfallkrankenhaus Berlin Verein für Berufsgenossenschaftliche Heilbehandlung Berlin e. V. – zum alleinigen Träger wurden. Im Jahre 2016 wurde die Klinik in den Konzern BG Kliniken – Klinikverbund der gesetzlichen Unfallversicherung gGmbH überführt.
Am 1. Oktober 2014 wurde ein neu errichtetes Gebäude an der Ecke Warener Straße/Blumberger Damm direkt neben dem ukb eröffnet. Das Gesundheitszentrum am ukb bietet auf einer Nutzfläche von 10.000 m² eine Poliklinik, ein Therapiezentrum, Arztpraxen, eine Abnehmakademie sowie zahlreiche Dienstleistungsangebote aus dem Gesundheitsbereich (Apotheke, Hörgeräteakustiker, Podologie).
Die historischen Gebäude des früheren Wilhelm-Griesinger-Krankenhauses hat die Direktion des Unfallkrankenhauses schrittweise vom Vivantes Klinikum Kaulsdorf bis August 2015 übernommen, zwei Häuser waren noch offen. In einigen Bauten sind Dienstleister des Unfallkrankenhauses untergebracht wie die kaufmännische Leitung, die Informationstechnologie, ein Gästehaus und ein Kulturkindergarten. Der frühere Verwaltungskomplex des Griesinger-Krankenhauses konnte an einen Investor (Arcadia) verkauft werden, der hier 32 Eigentumswohnungen errichtet.
Die letzten zwei historischen Gebäude gingen im Jahr 2016 in das Eigentum der ukb-Genossenschaft über, sie wurden zum Komplex Klinik für Psychosomatik um- und ausgebaut. Als Betreiber fanden sich die Heiligenfeld Kliniken.
Direkt am Blumberger Damm, hinter dem Parkhaus am Gesundheitszentrum, entstand bis Mitte 2021 das Haus der Zukunft, in dem das Smart Living & Health Center, ein Pflegestützpunkt und das Zentrum für Simulationstraining ansässig sind. Des Weiteren befinden sich eine ukb-eigene Rehabilitationsklinik und eine Akutgeriatrie in der Bauplanung (Stand September 2017).
Die Krankenhauskirche wurde aufwändig saniert und dient nun den Patienten und der Öffentlichkeit sowohl für kirchliche Zwecke als auch für Ausstellungen und Konzerte. Als Träger dieser christlichen Einrichtung betätigt sich die Volkssolidarität.
Seit der Eröffnung des Krankenhauses 1997 bis zum 30. Juni 2025 war Axel Ekkernkamp ärztlicher Direktor und seit 1999 auch Geschäftsführer. Die Funktion des Ärztlichen Direktors übernahm am 1. Juli 2025 Georg Osterhoff, der zugleich auch die Professur für Traumatologie an der Charité antrat.

## Gebäude und Struktur des Haupthauses

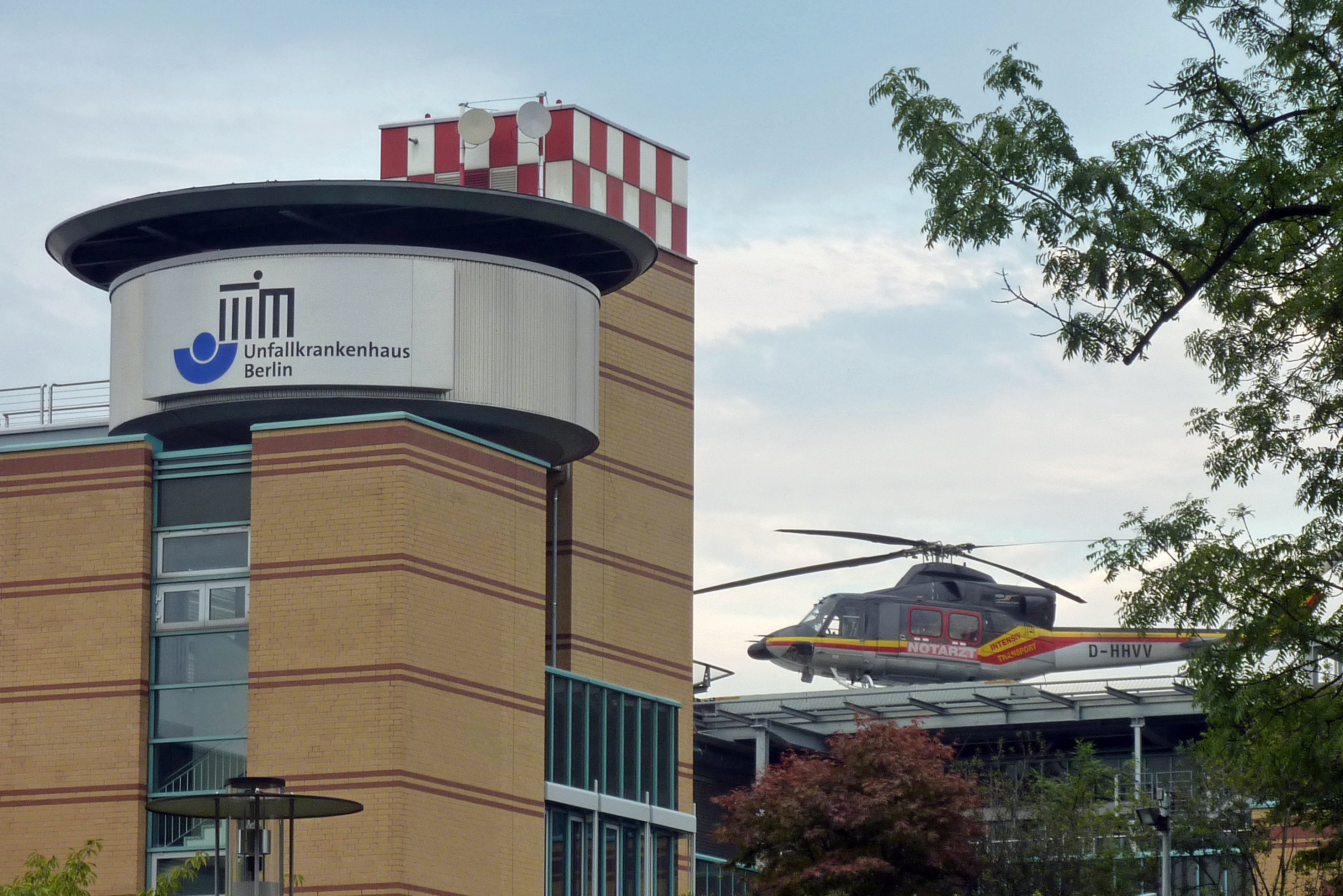
Intensivtransporthubschrauber Christoph Berlin auf dem Dach des Unfallkrankenhauses

Das Hauptgebäude des ukb ist ein Nord-Süd-Längsbau mit vier Querriegeln. Die östlichen Gebäudeteile sind untereinander in der Höhe und niveaugleich verbunden, die westlichen ebenfalls. Die westlichen und östlichen Trakte können jedoch nur über das Erdgeschoss und den hier verlaufenden Zentralgang erreicht werden.
Das Bauensemble entstand nach Entwürfen des Architekturbüros Karl Schmücker und Partner und wurde 1997 in Betrieb genommen. Bauherr war der Hauptverband der Gewerblichen Berufsgenossenschaften e. G. im Land Berlin.
Ein wichtiger Bereich ist die Rettungsstelle, die gleichzeitig 37 Behandlungsmöglichkeiten bietet und über einen Schockraum mit vier Versorgungsplätzen verfügt. Hier wurden bisher rund 60.000 Notfallpatienten pro Jahr behandelt. Ihr angeschlossen ist ein Hubschrauberdach mit zwei separaten Landeplätzen.
Die Intensivstation im Haupthaus wird 2025 durch eine gläserne Brücke mit dem Haus 5 verbunden, in dem sich die Klinik für Neurologie und die Stroke Unit befinden.

## Kunst und Medien
- Auf der großen Parkfläche und im östlichen Zugang des Haupthauses gibt es Springbrunnen. Den langen Zentralgang schmücken einige moderne Kunstwerke, die gedanklich mit einem Krankenhaus zusammenhängen. Außerdem gibt es hier eine Fotoausstellung und wechselnde Gemäldeausstellungen. In den meisten Stationen sind gute Reproduktionen bekannter Kunstwerke wie van Gogh (Sonnenblumen) oder Renoir (Seerosenanlage) auf den Gängen zu sehen.
- Seit den 2010er Jahren sendet das rbb-Fernsehen regelmäßig Dokumentationen aus dem ukb.